# Gilgit (město)
Gilgit (šina گلیت, urdsky گلگت‎) je hlavní město Pákistánem ovládané části Gilgit-Baltistán. Město se nachází v širokém údolí poblíž soutoku řek Gilgit a Hunza a je významnou turistickou destinací v Pákistánu, protože slouží jako centrum pro horolezecké výpravy do pohoří Karákóram.
Město bylo kdysi významným centrum buddhismu; bylo důležitou zastávkou na starověké Hedvábné stezce a dnes slouží jako hlavní křižovatka na Karákóramské dálnici, se silničním spojením do Číny a pákistánských měst Skardu, Čitrál, Péšávar a Islámábád. V současné době slouží jako hraniční stanice pro místní kmenová území. Hospodářská činnost města je zaměřena především na zemědělství, kde se pěstuje především pšenice, kukuřice a ječmen.

## Poloha

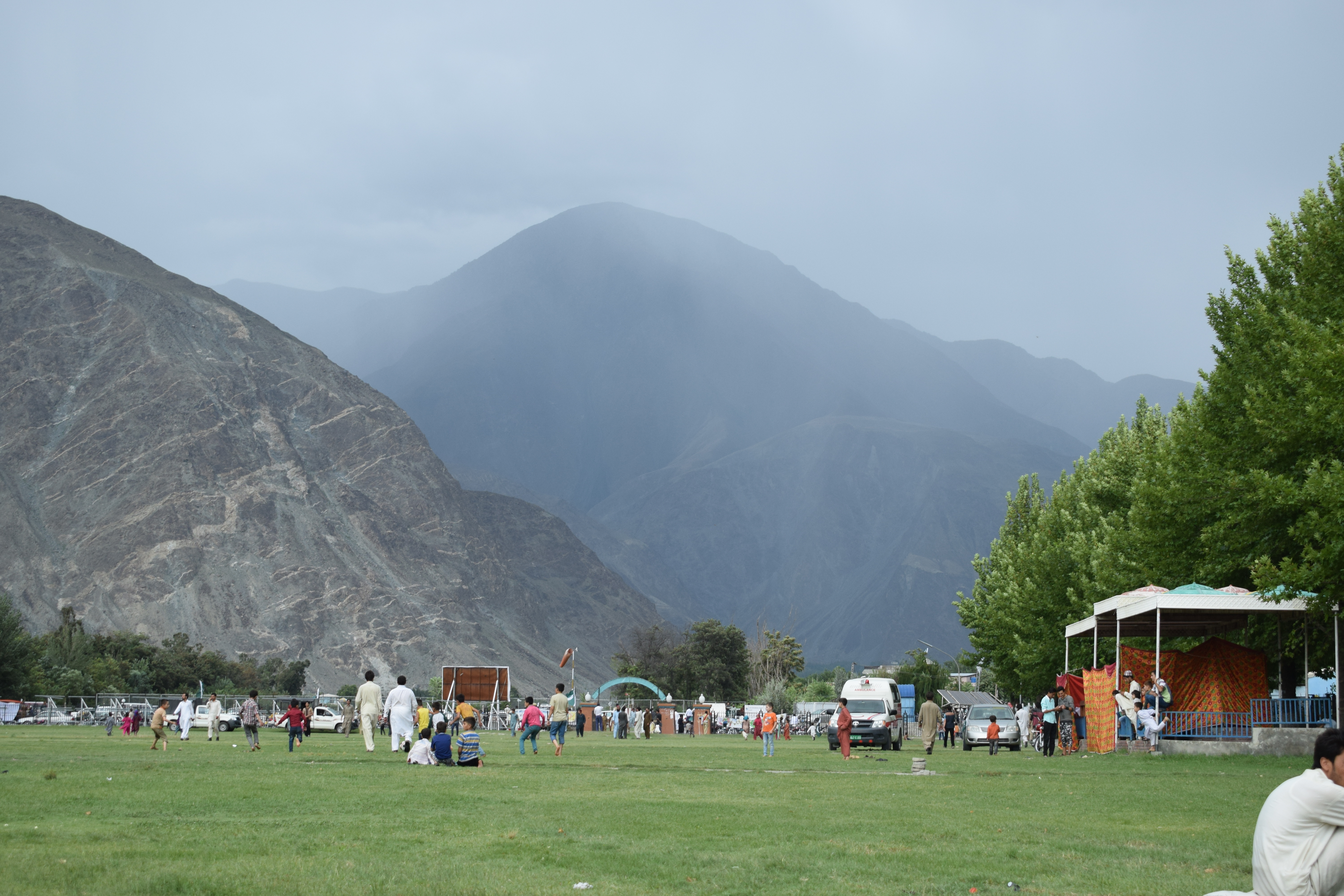
Městský park v Gilgitu

Gilgit se nachází v údolí tvořeném soutokem řek Indus, Hunza a Gilgit.

### Podnebí
Ve městě panuje suché podnebí (podle Köppenovy klasifikace podnebí BWk). Povětrnostní podmínky v Gilgitu jsou dány jeho zeměpisnou polohou a údolím v hornaté oblasti, jihozápadně od pohoří Karákóram. Převládajícím ročním obdobím je zima, která je zde osm až devět měsíců v roce.
V Gilgitu příliš neprší (v průměru 120 až 240 mm ročně), protože se monzun rozbíjí o jižní pásmo Himálaje. Nedostatek dešťových srážek nahrazuje voda z řek z tajícího sněhu, který pochází z vyšších nadmořských výšek.
Letní sezóna je krátká a teplá, nejvyšší denní teploty někdy přesahují 40 °C. V oblasti dochází kvůli extrémním klimatickým podmínkám k častým sesuvům půdy a lavinám.

| Gilgit – podnebí                          | Gilgit – podnebí | Gilgit – podnebí | Gilgit – podnebí | Gilgit – podnebí | Gilgit – podnebí | Gilgit – podnebí | Gilgit – podnebí | Gilgit – podnebí | Gilgit – podnebí | Gilgit – podnebí | Gilgit – podnebí | Gilgit – podnebí | Gilgit – podnebí |
| Období                                    | leden            | únor             | březen           | duben            | květen           | červen           | červenec         | srpen            | září             | říjen            | listopad         | prosinec         | rok              |
| ----------------------------------------- | ---------------- | ---------------- | ---------------- | ---------------- | ---------------- | ---------------- | ---------------- | ---------------- | ---------------- | ---------------- | ---------------- | ---------------- | ---------------- |
| Nejvyšší teplota [°C]                     | 17,5             | 22               | 29,4             | 37,2             | 41,5             | 43,5             | 46,3             | 43,8             | 41,6             | 36               | 28               | 24,5             | 46,3             |
| Průměrné denní maximum [°C]               | 9,6              | 12,6             | 18,4             | 24,2             | 29               | 34,2             | 36,2             | 35,3             | 35,3             | 25,6             | 18,4             | 11,6             | 19,4             |
| Průměrné denní minimum [°C]               | −2,7             | 0,4              | 5,4              | 9,2              | 11,8             | 14,9             | 18,2             | 17,5             | 12,4             | 6,3              | 0,4              | −2,3             | 7,6              |
| Nejnižší teplota [°C]                     | −10              | −8,9             | −3               | 1,1              | 3,9              | 5,1              | 10               | 9,8              | 3                | −2,5             | −8,5             | −11,1            | −11,1            |
| Průměrné srážky [mm]                      | 4,6              | 6,7              | 11,8             | 24,4             | 25,1             | 8,9              | 14,6             | 14,9             | 8,1              | 6,3              | 2,4              | 5,1              | 107,8            |
| Zdroj: Pakistan Meteorological Department |                  |                  |                  |                  |                  |                  |                  |                  |                  |                  |                  |                  |                  |